# صحرا (فیلم ۲۰۰۵)
صحرا (انگلیسی: Sahara) فیلمی در ژانر اکشن و زوج هنری به کارگردانی برک آیسنر است که در سال ۲۰۰۵ منتشر شد.

## داستان
دیرک پیت کاشف و ماجراجوی بزرگ که در مؤسسه تحقیقات زیر آب کار می‌کند، سکه‌ای قدیمی متعلق به گنجی افسانه‌ای را می‌یابد و برای یافتن آن به خطرناک‌ترین منطقه آفریقا در نیجریه می‌رود.

## بازیگران
- متیو مک‌کانهی
- استیو زان
- پنلوپه کروز
- لمبرت ویلسون
- رین ویلسون
- لنی جیمز
- دلروی لیندو
- ویلیام اچ میسی
- عبدول سالیس
- اَلی کوک